# Desa Kaliputih (administrativ by i Indonesien, lat -7,62, long 109,75)
Desa Kaliputih är en administrativ by i Indonesien.   Den ligger i provinsen Jawa Tengah, i den västra delen av landet, 400 km öster om huvudstaden Jakarta.